# T’Pau
T’Pau ist eine britische Popband um die Sängerin Carol Decker. Ihre größten Erfolge hatte sie zwischen 1987 und 1991. Mit ihrem Hit China in Your Hand erreichte die Gruppe 1987 Platz 1 in den britischen Charts.

## Bandgeschichte
Die Band bestand ursprünglich aus den Musikern Carol Decker (* 10. September 1957 in Liverpool), Ronnie Rogers (* 13. März 1959 in Shrewsbury), Michael Chetwood (* 26. August 1954 in Telford), Paul Jackson (* 8. August 1961 in Telford), Tim Burgess (* 6. Oktober 1961 in Macclesfield bei Manchester) und Taj Wyzgowski. Nach dem ersten Album verließ letzterer die Band und wurde durch Dean Howard (* 7. Mai 1961 in Greenwich/London) ersetzt. Der Bandname ist der gleichnamigen vulkanischen Hohepriesterin in der TV-Serie Raumschiff Enterprise (2. Staffel, 1967, gespielt von Celia Lovsky) entlehnt.
Die Stücke der ersten drei Studioalben sind Eigenkompositionen, überwiegend gemeinsam von Carol Decker und Ronnie Rogers.
Im Frühjahr 1987 konnte T’Pau mit Heart and Soul ihren ersten Hit landen. Ihr erfolgreichster Titel wurde im Herbst 1987 der Song China in Your Hand, der in Großbritannien fünf Wochen lang die Spitze halten konnte. In den deutschen Charts belegte das Lied Platz 2, in der Schweiz erreichte es wie in Großbritannien die Spitzenposition. Auch das kurz zuvor veröffentlichte Album Bridge of Spies erreichte Platz eins der britischen Charts. 1988 gelang mit Valentine ein weiterer Top-Ten-Erfolg in Großbritannien.
Im Herbst 1988 kam die zweite LP Rage auf den Markt. Von den drei daraus ausgekoppelten Singles konnte sich jedoch keine unter den Top 10 platzieren.
Nachdem die Band Mitte 1991 das dritte Album The Promise herausbrachte, das ebenfalls nur durchschnittlichen Erfolg erzielte, zerfiel die Band. Carol Decker startete kurz danach eine Solokarriere.
1998 stellte Decker mit anderen Musikern erneut eine Gruppe als T’Pau zusammen. Diese ging unter anderem als Vorgruppe von Status Quo in Deutschland und England auf Tournee, spielte aber auch als Headliner zwei ausverkaufte Konzerte in Deutschland (1998 und 1999 im nordhessischen Frankenberg). Heutzutage tritt Carol Decker mit wechselnden Musikern als T’Pau auf, unter anderem im Rahmen der britischen Here-and-Now-Konzertreihe, die sie gemeinsam mit anderen Größen der 1980er Jahre wie Kim Wilde oder Belinda Carlisle auf die großen Bühnen zurückgebracht hat.
Zum 25-jährigen Bandjubiläum hat die zweifache Mutter im Jahr 2011 gemeinsam mit ihrem ehemaligen Bandkollegen Ron Rogers unter dem Titel The Story Behind the Tracks eine DVD-Retrospektive samt Demo-CD der Songs des Debütalbums Bridge of Spies veröffentlicht.

## Diskografie
Studioalben

| Jahr | Titel                        | Höchstplatzierung, Gesamtwochen, AuszeichnungChartplatzierungen (Jahr, Titel, Platzierungen, Wochen, Auszeichnungen, Anmerkungen) | Höchstplatzierung, Gesamtwochen, AuszeichnungChartplatzierungen (Jahr, Titel, Platzierungen, Wochen, Auszeichnungen, Anmerkungen) | Höchstplatzierung, Gesamtwochen, AuszeichnungChartplatzierungen (Jahr, Titel, Platzierungen, Wochen, Auszeichnungen, Anmerkungen) | Höchstplatzierung, Gesamtwochen, AuszeichnungChartplatzierungen (Jahr, Titel, Platzierungen, Wochen, Auszeichnungen, Anmerkungen) | Höchstplatzierung, Gesamtwochen, AuszeichnungChartplatzierungen (Jahr, Titel, Platzierungen, Wochen, Auszeichnungen, Anmerkungen) | Anmerkungen                                                             |
| Jahr | Titel                        | DE | AT | CH | UK | US | Anmerkungen                                                             |
| ---- | ---------------------------- | --- | --- | --- | --- | --- | ----------------------------------------------------------------------- |
| 1987 | Bridge of Spies / T’Pau (US) | DE7 Gold · (24 Wo.)DE | AT12 (16 Wo.)AT | CH3 Platin · (22 Wo.)CH | UK1 ×4Vierfachplatin · (59 Wo.)UK                                                                                                 | US31 (24 Wo.)US | Erstveröffentlichung: Mai 1987 Produzent: Roy Thomas Baker              |
| 1988 | Rage                         | DE44 (4 Wo.)DE | — | CH21 (2 Wo.)CH | UK4 Platin · (17 Wo.)UK | — | Erstveröffentlichung: Oktober 1988 Produzent: Roy Thomas Baker          |
| 1991 | The Promise                  | — | — | CH40 (1 Wo.)CH | UK10 Silber · (7 Wo.)UK | — | Erstveröffentlichung: Juni 1991 Produzent: Andy Richards                |
| 1998 | Red                          | — | — | — | — | — | Erstveröffentlichung: 1998                                              |
| 2011 | The Story Behind the Tracks  | — | — | — | — | — | Erstveröffentlichung: 2011 CD mit Demoversionen + DVD                   |
| 2015 | Pleasure & Pain              | — | — | — | UK98 (1 Wo.)UK | — | Erstveröffentlichung: Januar 2015 Produzenten: Carsten Moss, Ron Rogers |